# Sunjeong manhwa
Sunjeong manhwa (순정만화?) è il termine usato in Corea per indicare i "fumetti per ragazze", e ha un significato similare a quello che si attribuisce in Giappone ai manga shōjo. Si tratta di un settore molto importante nell'industria dell'editoria coreana, dove la maggior parte degli autori di fumetti sono donne. Il genere è nato intorno agli anni cinquanta, ma fu oggetto di grande censura durante gli anni settanta, per poi tornare di moda dagli anni ottanta in poi. Fra i titoli appartenenti al genere sunjeong manhwa si possono citare I.N.V.U., Cronache di un guerriero, Gung - Palace Love Story, Model e La sposa di Habaek.